# کان ایر
کان ایر (به انگلیسی: Kan Air) یک شرکت هواپیمایی با کد یاتا K8 است که در تاریخ ۲۰۱۰ میلادی تأسیس شده است.
دفتر مرکزی کان ایر در بانکوک، تایلند واقع شده‌است و قطب این شرکت هواپیمایی در فرودگاه بین‌المللی چیانگ مای قرار دارد و به ۱۴ مقصد، پرواز مستقیم انجام می‌دهد.

## مقصدهای پروازی
- چیانگ مای – فرودگاه بین‌المللی چیانگ مای
- Hua Hin - فرودگاه هوا هین
- خون کاین - فرودگاه خون‌کائن
- Mae Hong Son - فرودگاه مائه هنگ سون
- Nan - فرودگاه نان
- Pai - Pai Airport
- فیتسانولوک - فرودگاه فیتسانولوک
- یوبون راتچاتانی - فرودگاه اوبون راتچاتانی
- Mae Sot - فرودگاه مائه سوت
- بانکوک - فرودگاه بین‌المللی دن موئنگ